# Landry (Savoie)
Landry település Franciaországban, Savoie megyében. Lakosainak száma 810 fő (2022. január 1.). Landry Bourg Saint Maurice, Peisey-Nancroix és La Plagne Tarentaise községekkel határos.

## Népesség
A település népességének változása:
| Lakosok száma | 853  | 843  | 854  | 825  | 821  | 817  | 802  | 808  | 810  |
|               | 2013 | 2015 | 2016 | 2017 | 2018 | 2019 | 2020 | 2021 | 2022 |